# Vicente López Carril
Vicente López Carril (født 2. december 1942, død 29. marts 1980) var en spansk professionel landevejscykelrytter fra A Coruña. I hans karriere vandt han tre etaper i Tour de France, og en etape i både Giro d'Italia og Vuelta a España.

## Eksterne links
- Profil på cykelsiderne.net Arkiveret 16. januar 2022 hos  Wayback Machine
- Sejre på cyclebase.nl

| Cykling | Spire Denne biografi om en spansk cykelrytter er en spire som bør udbygges. Du er velkommen til at hjælpe Wikipedia ved at udvide den. |